# Православље у Црној Гори
Православље у Црној Гори је религијско-геополитички појам којим се означава историјско и савремено присуство хришћанског православља на просторима који улазе у оквире државних граница данашње Црне Горе. У историјском и демографском контексту, православно хришћанство представља доминантну вјероисповијест у Црној Гори. Према попису из 2011. године, од укупног броја становника чак 72.07% су православни хришћани. Највећи дио припада канонском православљу, односно Српској православној цркви, чије четири епархије покривају државно подручје савремене Црне Горе. Мањи дио павославних вјерника у Црној Гори припада неканонском православљу.

## Демографија
Почевши од првих пописа становништва на подручју Црне Горе, па све до савременог доба, већинска припадност становништва православном хришћанству представљала је демографску константу. Како на старијим тако и на новијим пописима, неупоредиово највећи дио становништва исказивао је своју религијску припадност путем идентификације са православљем. Према попису становништва из 2011. године, православних хришћана је било 446.858 (72,07%), што представља незнатан пад у односу на резултате претходног пописа из 2003. године, када је православних било 460.383 (74,24%).
- Православци у Црној Гори, по попису из 1991. године
- Православци у Црној Гори, по попису из 2003. године

## Историја
Хришћанско православље, које се темељи на досљедном исповиједању изворног Никејско-цариградског симбола вјере, представља најбројнију и настарију хришћанску вјероисповијест на просторима који улазе у састав данашње Црне Горе. Иако се појава раног хришћанства у областима на источној обали Јадранског мора везује за прве вијекове хришћанске историје, најранија поуздана свједочанства о успостављању постојаног црквеног поретка на подручју данашње Црне Горе потичу тек из познијег античког периода.

### У саставу древне Скадарске мирополије
Током позног римског и раног визанстијског раздобља, највећи дио данашње Црне Горе налазио се у границама тадашње провинције Превалитане (лат. Praevalitana). Након увођења митрополитског сиистема у 4. вијеку, епископ античког Скадра (лат. Scodra) је као јерарх главног града провинције Превалитане добио митрополитску власт над свим епископима у тој провинцији, чиме је створена скадарска црквена област, односно Скадарска митрополија, која је у историографији такође позната и као Превалитанска митрополија. Тој митрополији припадала је и епископија у античкој Дукљи (лат. Doclea).
Након подјеле Римског царства (395), провинција Превалитана је заједно са својом Скадарском митрополијом и њеном Дукљанском епископијом потпала под власт источноримских, односно византијских царева, који су столовали у Константинопољу. У то вријеме, све митрополије у позноримском Илирику признавале су првенство солунског архиепископа, који је од римског папе добио наслов и службу обласног викара (лат. vicarius, грч. ἔξαρχος).
Међу тадашњим скадарским митрополитима најпознатији је Сенецион (лат. Senecio), који је учествовао у раду Трећег васељенског сабора (431), на коме је донијета одлука о непромјењивости (431) изворног Никејско-цариградског симбола вјере, што представља свједочанство о привржености Скадарске митрополије хришћанском правоверју, односно православљу.
До значајних промјена у црквеном уређењу на подручју рановизантијског Илирика дошло је за вријеме владавине цара Јустинијана I (527–565), Тада је створена нова Архиепископија Јустинијана Прима (535), са сједиштем у истоименом граду (локалитет Царичин град, код данашњег Лебана у Србији). Тој аутокефалној архиепископији додјељена је црквена надлежност над неколико покрајина, међу којима је била и Превалитана, тако да је скадарски мирополит са својим дукљанским епископом од тада био под јурисдикцијом архепископа Прве Јустинијане.
Почетком 7. вијека, провинција Превалитана је била опустошена од стране Авара и Словена. Тада су пострадале и древне епископије у градовима широм те покрајине, укључујући и Дукљанску епископију. Потом је наступио период подуже запустјелости, а у међувремену је дошло до покрштавања Срба, који су на том подручју након досељавања створили своју кнежевину Дукљу.

### У саставу Драчке мирополије и Охридске архиепископије
Тек након поновног јачања византијске власти и постепеног ширења Драчке теме према околним областима током 9. и 10. вијека, створени су предуслови за обнову редовног црквеног устројства, а до тог времена је на подручју сусједне византијске Далмације опстајала само Которска епископија, чији је епископ Јован учествовао у раду Седмог васељенског сабора (787).
Упоредо са територијалном експанзијом Драчке теме према сјеверним областима, постепено се ширила и надлежност православне Драчке митрополије, која је крајем 10. и почетком 11. вијека имала чак 15 епархија, укључујући и поједине епископије у околном арбанашком и српском залеђу (Кројанска, Љешка, Пилотска, Дривастанска, Скадарска, Барска, Дукљанска). Двије од тих епископија имале су своја сједишта на подручју данашње Црне Горе, а то су биле: Барска епископија (за приморске области) и Дукљанска пископија (за области у унутрашњости српске кнежевине Дукље).
Такво црквено уређење постојало је у вријеме српског кнеза Јована Владимира (ум. 1016) који је владао у Дукљи. Након коначног сламања Самуиловог царства (1014-1018), знатно је проширен и просторни опсег Драчке теме, а самим тим и Драчке митрополије, усљед чега је византијски цар Василије II у својој другој охридској повељи из 1020. године морао да опомене тадашњег драчког митрополита да не преступа у области које су додјељене сусједној Охридској архиепископији. Тиме је у доба непосредне визанстијске власти у српским земљама (1018-1035) успостављено разграничење између два православна центра, Охрида и Драча: стара Рашка епископија (којој су у то вријеме припадала и сјеверна подручја данашње Црне Горе) потпала је под надлежност Охридске архиепископије, док су у надлежности Драчке митрополије биле двије приморске епископије: Дукљанска и Барска.
Током 11. и 12. вијека, тадашња надлежност Драчке митрополије и Охридске архиепископије над српским земљама укрштала се са претензијама новостворене римокатоличке Дубровачке надбискупије. Усљед постепеног сужавања византијске власти, Драчка митрополија је у другој половини 11. вијека и током 12. вијека изгубила неке од најсевернијих епископија, намјесто којих су установљене римокатоличке бискупије, а потом је 1199. године озваничено и оснивање Барске надбискупије, што је довело до додатног јачања римокатолицизма на рачун православља у приморским областима, али не и у залеђу, пошто је Полимље са околним крајевима и даље остало под јурисдикцијом православне Рашке епископије.
У најзначајније тековине православне Рашке епископије на сјеверу данашње Црне Горе, из времена прије 1219. године, спадају: манастир Светих апостола Петра и Павла на Лиму (код Бијелог Поља), који је крајем 12. вијека саздао хумски кнез Мирослав, брат српског великог жупана Стефана Немање, као и манастир Ђурђеви ступови у Будимљи (код Берана), који је на самом почетку 13. вијека саздао Немањин синовац, жупан Првослав.

### У саставу Жичке архиепископије и Пећке патријаршије
Око 1185. године, Српски велики жупан Стефан Немања протјерао је византијску власт из српског приморја, ослободивши Дукљу, односно Зету, чиме се и јужна половина данашње Црне Горе нашла у саставу државе Немањића.
У вријеме стварања аутокефалне Жичке архиепископије, први српски архиепископ свети Сава је 1219. године засновао неколико епископија, међу којима су биле: Зетска епископија са сједиштем на Превлаци код Тивта и Будимљанска епископија са сједиштем у Ђурђевим ступовима у жупи Будимљи код Берана. Поред њих, над сјеверозападним дијеловима данашње Црне Горе јурисдикцију су имале још двије светосавске епископије: Хумска и Дабарска.
Оснивање светосавске Зетске епископије било је од посебног значаја за обнову православља у приморским областима, пошто је нова епископија уједно постала и баштиница старијег православног наслеђа на тим просторима, а то је такође утицало и на добијање истакнутог мјеста међу светосавским епископијама.
Приликом проглашења Српске патријаршије са сједиштем у Пећи (1346), епископи старих светосавских епархија добили су право да носе почасни наслов митрополита, те су тако и њихове епископије од тада називане митрополијама. Крајем 14. и почетком 15. вијека, усљед честих политичких промјена, сједиште Зетске митрополије почиње се селити са Превлаке у унутрашњост, по разним мјестима, као што су манастир Пречиста Крајинска на обали Скадарског језера и Манастир Врањина.
Још раније, сједиште Хумске епископије премјештено је у манастир Светих апостола Петра и Павла на Лиму, код Бијелог Поља, док се сједиште Будимљанске епархије и даље налазило у Ђурђевим ступовима, код Берана. Сједиште Будимљанске епархије потпало је под турску власт око 1455. године, док је сједиште Хумске епархије, која се у то вријеме називала и Лимском или Полимском, под турску власт потпало нешто касније, око 1465. године.
Након заснивања Цетињског манастира, који је подигао зетски господар Иван Црнојевић, тадашњи зетски митрополит Висарион се око 1484. године преселио на Цетиње. По новом сједишту, епархија се током времена почела називати и Цетињском митрополијом.

### У саставу обновљене Пећке патријаршије
Након коначног пада Зете под турску власт (1496) и стварања Црногорског санџака (1513), Цетињска митрополија је временом почела да добија све већи значај у народном животу. Када је 1557. године обновљена Пећка патријаршија, у њеном саставу се поново нашле и локалне епархије (Цетињска, Будимљанска, Захумска) које су покривале подручје данашње Црне Горе. Њихове јерархе су хиротонисали пећки патријарси, све до пропасти патријаршије (1766). У међувремену, средином 17. вијека, Будимљанска епархија је била укинутита и враћена у састав Рашке епархије, док је Захумска, односно Херцеговачка епархија повремено дијљена, а њен најзнаменитији јерарх из тог периода био је свети Василије Острошки.
Крајем 17. вијека, знатно је порастао утицај цетињских владика на вођење народних послова у областима Стере Црне Горе, чиме је постављена основа за стварање својеврсне владичанске државе на тим просторима. Најпознатији владика из тог периода био је знаменити цетињски митрополит Данило Петровић-Његош (1697-1735), кога су насљедили сродници, митрополити Сава и Василије. Први митрополити из рода Петровића-Његоша су као црквене и народне старјешине знатно допринијели постепеном учвршћивању хијерократског ауторитета цетињских владика, који су у заједници са гувернадурима из рода Радоњића и другим народним старјешинама, окупљеним у традиционалном главарском збору, чинили окосницу земаљске управе.

### Под разним јурисдикцијама
Након укидања Пећке патријаршије (1766), већи дио данашње Црне Горе, који је припадао тадашњим епархијама Рашкој и Херцеговачкој, потпао је под директну јурисдикцију Цариградске патријаршије. Насупрот томе, цетињски митрополити Сава и Василије су заједно са избјеглим српским патријархом Василијем Јовановићем-Бркићем покушали да се одупру неповољном развоју догађаја, али у томе нијесу успјели. Ради очувања канонских веза са преосталим дјеловима српске јерархије, новоизабрани владика Петар I Петровић-Његош је 1784. године примио хиротонију под окриљем српске православне Карловачке митрополије.
За вријеме његове управе започео је процес политичког обједињавања (старе) Црне Горе и Брда, путем доношења знамените Стеге црногорско-брдске (1796) и Општег законика црногорског и брдског (1798).
Његов наследник, знаменити владика и пјесник Петар II Петровић Његош примио је 1833. године хиротонију под окриљем Руске православне цркве, а тај примјер су потом сљедили и његови непосредни наследници. Након стварања Књажевине Црне Горе (1852) дошло је до раздвајања државне и црквене власти, а недуго након стицања државне независности (1878) на ослобођеним подручјима је за вријеме управе митрополита Илариона Рогановића створена нова Захумско-рашка епархија, чији је први епископ постао Висарион Љубиша, који је касније и сам постао цетињски митрополит (1882-1884).
У међувремену, на сусједном подручју Боке которске, која је у то вријеме била под аустроугарском влашћу, створена је 1870. године нова Бококоторска епархија, чији је први владика био знаменити епископ Герасим Петрановић.
Током 1904. и 1905. године донијет је низ важних аката који, су регулисали црквено уређење у Црној Гори. На приједлог митрополита Митрофана Бана, књаз Никола је 1. јануара 1904. године, након савјетовања у Државном савјету Књажевине Црне Горе, обнародовао Закон о уређењу Духовног савјета, а потом је средином исте године објављен и Устав православних консисторија у Књажевини Црној Гори.
У међувремену, првобитни Духовни савјет преименован је у Свети синод, који је под тим именом добио и свој Устав Светогa синода у Књажевини Црној Гори, на чијој се изради претходно ангажовао канониста Никодим Милаш. Иако су у Црној Гори у то вријеме постојале само двије епархије, у синодски устав је уведен и појам аутокефалности, што је у каснијим временима довело до бројних црквено-историјских и политичких расправа.
Након државног проширења у Првом балканском рату (1912), од дијелова Рашко-призренске епархије који су припали Краљевини Црној Гори створена је нова Пећка епархија.
За вријеме аустроугарске окупације Црне Горе током Првог свјетског рата (1914-1918), тешко су пострадале све епархије у окупраној Карљевини Црној Гори.

### У саставу уједињене СПЦ
Непосредно по окончању Првог свјетског рата и проглашењу државног уједињења, Свети синод је 29. децембра 1918. године одлучио да се епархије у дотадашњој Краљевини Црној Гори прикључе уједињеној Српској православној цркви, заједно са осталим српским митрополијама и епископијама.
Знамениту улогу у процесу уједињења имао је цетињски митрополит Митрофан Бан (1885-1920), који је предсјдавао општом конференцијом свих српских архијереја, одржаном од 24. до 28. маја 1919. године у Београду. На том засједању формиран је и врховни управни орган, који је назван Средишњим архијерејским сабором, а за његовог предсједника изабран је управо митрополит Митрофан (1919-1920).
Процес црквеног уједињења окончан је 1920. године обнављањем јединствене Српске патријаршије, чиме су и све четири епархије са подручја Црне Горе и Боке которске ушле у састав уједињене СПЦ. По новој подјели која је спроведена током 1931. године, епархије Захумско-рашка и Бококоторска укинуте су и прикључене Цетињској епархији, која је добила назив Митрополија црногорско-приморска. У исто вријеме, укинута је и Пећка епархија, а њено подручје је враћено у састав Рашко-призренске епархије.
Недуго по окончању Другог свјетског рата, створена је Будимљанско-полимска епархија (1947), која није била дугог вијека пошто је укнута већ 1956. године, али је 2001. године поново успостављена као садашња Епархија будимљанско-никшићка.
У спомен на постојање некадашње православне Дукљанске епископије, која је током друге половине 10. и прве половине 11. вијека била у саставу Драчке митрополије, Српска православна црква је 2004. године донијела одлуку о установљењу службе и звања викарног епископа диоклијског, који обавља службу у српској православној Митрополији црногорско-приморској.

## Савремено стање
У савременој Црној Гори, која је 2006. године стекла државну самосталност, постоје двије врсте православља: канонско и некакнонско. Канонско православље је оличено у епархијама Српске православне цркве, као надлежне помјесне цркве, чије матично канонско подручје обухвата и Црну Гору. Насупрот томе, неканонско православље је оличено у појединим вјерским заједницама новијег датума, које такође исповиједају православље, али нису у канонском јединству са свеопштом (васељенском) Православном црквом.

### Канонско првославље
Као надлежна помјесна црква за подручје Црне Горе, Српска православна црква је 2006. године, у вријеме проглашења државне независности Црне Горе, установила посебан Епископски савјет, који је био састављен од свих архијереја СПЦ чије су епархије покривале простор Црне Горе. То савјетодавно црквено тијело је постојало све до 2021. године, када је укинуто.
Односи између Српске православне цркве и државних власти Црне Горе регулисани су склапањем Темељног уговора, који је потписан 3. августа 2022. године. Према савременом стању, четири епархије Српске православне цркве покривају државно подручје Црне Горе, у цјелини или дјелимично, а то су:
- Митрополија црногорско-приморска
- Епархија будимљанско-никшићка
- Епархија милешевска
- Епархија захумско-херцеговачка и приморска

### Неканонско православље
У периоду између два свјетска рата, у појединим профашистичким круговима око Савића Марковића Штедимлије и Секуле Дрљевића почеле су се јављати теорије о црногорској етнорелигијској посебности, из чега су проистекле и замисли о стварању посебне (аутокефалне) цркве, под видом вјерске посебности коју је Секула Дрљевић у својим радовима означавао као црногорославље.
Након успостављања комунистичке власти у Црној Гори (1944), повремено су разматрани планови за изазивање црквеног раскола, али такве замисли нису биле спроведене у дјело.
Након демократизације друштва и увођења савремених вјерских слобода (1990-1992), на подручју Црне Горе су почеле да дјелују и поједине вјерске заједнице које припадају неканонском православљу. Прва таква заједница основана је 1993. године, под називом Црногорска православна црква, а друга слична заједница је основана 2018. године. Иако по црквеном праву немају канонски статус, те вјерске организације имају пуну слободу јавног дјеловања, у складу са уставним и законским нормама које свим вјерским заједницама гарантују пуну равноправност.